# Editora Nacional Quimantú
La Empresa Editora Nacional Quimantú Ltda. fue una empresa editorial chilena creada en 1971 por el gobierno de la Unidad Popular. Fue dirigida por Sergio Maurín y tenía 5 directores de áreas. La División de Libros estaba a cargo de Joaquín Gutiérrez y la División Periodística a cargo de Alberto Vivanco. Las otras áreas eran técnicas. Así se manejaba el Directorio a cargo de todas las decisiones.

## Historia
Hacia noviembre de 1970, los trabajadores de la Editorial Zig-Zag pararon las actividades con el objetivo de que la empresa fuera integrada al Estado. El 12 de febrero de 1971, el gobierno de la Unidad Popular compró el 40 % de los activos de la Editorial Zig-Zag, y creó la Empresa Editora Nacional Quimantú Ltda. (del mapudungún quimantú, sol del saber’). Fue dirigida por el costarricense Joaquín Gutiérrez, cercano al presidente Allende.
Los libros de Quimantú se vendían a muy bajo precio en librerías y quioscos de periódicos, por lo que con esa editorial se hizo efectivamente más accesible la cultura al pueblo. Su colección abarcaba obras clásicas y contemporáneas de literatura e historia, información general e investigaciones, entre otros temas. También lanzó semanarios y mensuarios, entre las que se pueden mencionar Cabrochico, dirigida al público infantil; Onda, dirigida a los jóvenes; Barrabases, una revista de historietas; Paloma, para mujeres; Ahora, sobre actualidad; Mayoría, sobre política y La Quinta Rueda, sobre cultura. Joaquín Gutiérrez dijo sobre este proyecto:

La gente andaba con sus libritos en la mano para leer en los buses. Era muy lindo el cariño que se despertó en los trabajadores por la cultura [...] Logramos cambiar socialmente el panorama del libro, porque hasta ese momento era privilegio de una elite.

En julio de 1973 surgió una controversia respecto de la obra Capítulos de la historia de Chile, escrita por Lucy Lortsch —utilizando el seudónimo «Ránquil»— y publicada por Quimantú, debido a la narrativa utilizada, que se alejaba de la visión tradicionalista y academicista, a la vez que la oposición al gobierno de Salvador Allende acusaba a la obra de revisionismo histórico con una interpretación marxista.
La Editora Nacional Quimantú fue cerrada tras el golpe de Estado de 1973 por las nuevas autoridades, y muchos de sus libros fueron quemados. En noviembre de 1973, el régimen militar refundó el sello con el nombre de Empresa Editora Nacional Gabriela Mistral, pero una década después la empresa se declaró en quiebra y tuvo que cerrar.
Entre sus trabajadores destacaba el poeta Rodrigo Lira.

## Colecciones
La Editora Nacional Quimantú llegó a publicar unos 250 títulos, de los que imprimió unos 10 millones de libros, entre noviembre de 1971 y agosto de 1973. A un año de su puesta en marcha, la editorial producía más de 500 mil ejemplares al mes.
- Quimantú para todos
- Minilibros (obras de literatura universal y chilena)
- Nosotros los chilenos
- Cuadernos de Educación Popular
- Cuncuna (colección infantil)
- Camino Abierto
- Serie análisis, pensamiento y acción
- Clásicos del Pensamiento Social
- Figuras de América